# Gert van der Vijver
Gert van der Vijver (Rijnsburg, 1966) is een Nederlands zandkunstenaar.

## Loopbaan
Van der Vijver had als kind al aanleg voor tekenen. Later werd hij actief als christelijk zanger, acteur, danser en mime-speler.
In 2006 nam hij, als regisseur van de Vrije Baptistengemeente Bethel in Drachten, deel aan een multimediaconferentie in de Verenigde Staten. Hier kwam hij in aanraking met de zandschilderkunst. Dit is het uitbeelden van een verhaal met behulp van zand, uitgestrooid op een van onderen verlichte glasplaat. Hij nam dit idee mee terug naar Nederland en besloot dit toe te passen in de Bethelkerk.
Regisseur Robert Schinkel zag hem aan het werk en kreeg het idee om op basis van de zandschilderijen van Van der Vijver een televisieprogramma voor kinderen te maken. Dit werd het KRO programma De Zandtovenaar, waarvan 13 afleveringen werden opgenomen. Sindsdien is Van der Vijver vaak te zien in televisieprogramma's, waarbij hij een lied of verhaal in zand uitbeeldt. Ook treedt hij op in kerken, scholen en bedrijven. Met Marco Borsato maakte hij in 2011 de videoclip voor het lied Dichtbij en hij trad in datzelfde jaar op tijdens zijn concertreeks 3Dimensies.
Bekende programma's waaraan hij meewerkte zijn:
- De Zandtovernaar in Afrika (2009)
- Op zoek naar God, aflevering met Gordon (2010)
- Kerst met de Zandtovenaar
- Pasen met de Zandtovenaar
- The Passion (2013)
- Sprookjes van Klaas Vaak (Efteling)
- Kinderen voor Kinderen 43

## Privé
Gert van der Vijver is getrouwd en heeft vier kinderen. Een van hen is zangeres Sera van der Vijver.